# Gary Stewart
Gary Ronnie Stewart (28 de mayo de 1944 - 16 de diciembre de 2003)  fue un músico y compositor estadounidense, conocido por su distintiva voz de vibrato y su sonido Outlaw country influenciado por el rock sureño. En el apogeo de su popularidad a mediados de la década de 1970, la revista Time lo describió como el "rey del honkytonk ".  Tuvo una serie de éxitos en las listas country desde mediados hasta finales de la década de 1970, el mayor de los cuales fue " She's Actin' Single (I'm Drinkin' Doubles) ", que encabezó la lista de éxitos de música country de Estados Unidos en 1975.
El 16 de diciembre de 2003, Stewart se suicidó, un mes después de la muerte de su esposa.   

## Biografía
Stewart nació en Jenkins, Kentucky, el 28 de mayo de 1944, hijo de George y Georgia Stewart. Lleva el nombre del actor Gary Cooper . En 1959 su padre, un minero de carbón, sufrió una lesión mientras trabajaba en las minas, y poco después la familia se mudó a Fort Pierce, una ciudad en la costa atlántica de Florida .  Aprendiendo guitarra y piano, Stewart comenzó a viajar con bandas locales y a escribir canciones en su adolescencia. A los diecisiete años, se casó con Mary Lou Taylor y comenzó a trabajar en una fábrica de aviones, aunque continuó tocando por las noches en bandas de rock y country. Mientras tocaba en un honky-tonk de Okeechobee (Florida), conocido como Wagon Wheel, Stewart conoció al cantante de country Mel Tillis, quien le aconsejó que viajara a Nashville para presentar sus canciones. Grabó algunas canciones para el pequeño sello discográfico Cory en 1964 y comenzó a coescribir canciones con el policía local Bill Eldridge. Stewart y Eldridge escribieron el éxito country de Stonewall Jackson de 1965, "Poor Red Georgia Dirt". En 1968 firmó un contrato con Kapp Records y publicó varias grabaciones sin éxito, sin embargo tuvo varios éxitos como compositor, para artistas como Billy Walker ("She Goes Walking Through My Mind", "Traces of a Woman", "It's Time to Love Her"), Cal Smith ("You Can't Housebreak a Tomcat", "It Takes Me All Night Long") y Nat Stuckey ("Sweet Thang And Cisco"). Incluso tocó el piano durante un tiempo en la banda de Charley Pride, The Pridesmen, y se le puede escuchar en el álbum en vivo de Pride, In Person. Sin embargo, decepcionado con Music Row, pronto regresó a Florida y volvió a tocar rock 'n' roll en clubes y bares locales.  En 1970, Motown Records, con la esperanza de conseguir que los artistas de Nashville grabaran sus canciones, le pagó a Stewart 30 dólares para que grabara demos de " Baby I Need Your Loving ", " Yester-Me, Yester-You, Yesterday " y "I Can't Help Myself (Sugar Pie Honey Bunch) ". 
Stewart fue rechazado por Kapp y luego por Decca, pero una serie de cintas de demostración, incluidas las melodías country de Motown, llegaron a manos del productor Roy Dea, quien convenció a Jerry Bradley para que contratara a Stewart con RCA Records. Regresó a Nashville en 1973 y grabó una versión de " Ramblin' Man " de los Allman Brothers, quienes eran amigos personales de Stewart. En 1974 publicó "Drinkin' Thing", que entró en el Top 10 de las listas de éxitos country. Su álbum Out of Hand fue lanzado a principios de 1975. "Out of Hand", el corte principal, se convirtió en un éxito country número 4, seguido por el éxito número uno "She's Actin' Single (I'm Drinkin' Doubles)".  
El álbum Out of Hand, que ascendió al puesto número 6 en la lista de álbumes country de la revista Billboard y se convirtió desde entonces en uno de los álbumes country más alabados por la crítica. El crítico de Village Voice, Robert Christgau, le dio al álbum una A- diciendo que "fue el mejor LP country de edición regular que he escuchado en unos cinco años".  Rolling Stone también elogió el álbum, afirmando que "con practicantes como Stewart alrededor, el honky-tonk y el rockabilly pueden no estar muertos todavía".  Thom Jurek de AllMusic más tarde le dio al álbum cinco de cinco estrellas y afirmó que "se podrían presentar argumentos sólidos para que Out of Hand sea uno de los 100 mejores discos country de todos los tiempos. ¡Podría estar en el Top Ten de este escritor!".   El crítico de música country Bill Malone calificó a Out of Hand como "uno de los mejores álbumes de honky-tonk country jamás grabados". 
En 1975, MCA lanzó el antiguo material que Stewart había grabado para Kapp y obtuvo un éxito que alcanzó el número 15 de las listas con el sencillo "You're Not the Woman You Use to Be". Durante el resto de la década de 1970, Stewart tocó el honky tonks con su banda, The Honky Tonk Liberation Army, y grabó álbumes con modesto éxito para RCA: Steppin' Out de 1976; Your Place or Mine, de 1977 (que contó con los artistas invitados Nicolette Larson, Emmylou Harris y Rodney Crowell ); y Pequeño Junior de 1978. Estos álbumes generaron varios sencillos de éxito, entre ellos: "Flat Natural Born Good-Timin' Man", "In Some Room Above the Street", "Single Again", "Your Place or Mine", "Quits" y "Whiskey Trip".  Su oda de 1977 a la angustia conyugal titulada "Ten Years of This", del álbum Your Place or Mine, fue una de las favoritas de Bob Dylan y un éxito número 16.  Dylan destacó su admiración por Stewart en una entrevista de 1978 con Playboy . 
Aunque sus álbumes de finales de la década de 1970 fueron bien recibidos por la crítica y el púbico, Stewart nunca estableció una gran relación con la audiencia musical en genera. A menudo lo etiquetaban como "demasiado country" para los oyentes de rock y "demasiado rock" para los fanáticos del country.  En 1980, lanzó Cactus and a Rose, producido por Chips Moman, que incluía a los rockeros sureños Gregg Allman, Dickey Betts, Mike Lawler y Bonnie Bramlett . No obtuvo mucha difusión y RCA unió a Stewart con el compositor Dean Dillon para un par de discos a dúo. Poco después, Stewart regresó a Florida, donde el alcoholismo y el consumo de drogas le impidieron grabar durante gran parte de la década de 1980. Su hijo, Gary Joseph Stewart, se suicidó a finales de la década. Stewart firmó con el sello HighTone en 1988 y grabó tres álbumes durante los siguientes cinco años. Estos álbumes incluyeron algunos éxitos menores como "An Empty Glass (That's the Way the Day Ends)" (escrito por Stewart y Dillon), "Let's Go Jukin'" (escrito por Stewart y Betts) y "Brand New Whiskey". (escrito por Stewart y su esposa). 
Stewart continuó de gira durante la década de 1990, tocando en lugares como el Billy Bob's Texas de Fort Worth varias veces al año.  Durante este tiempo, Bob Dylan, mientras estaba de gira con Tom Petty en Florida, se desvió de su camino para encontrarse con Stewart, "confesando que había tocado la oda de Stewart al malestar conyugal 'Ten Years of This' una y otra vez, y que el disco presentaba una hechizo sobre él."  En 2003, Stewart lanzó Live at Billy Bob's Texas, su primer álbum en diez años y su primer álbum en vivo. Los críticos de Allmusic le dieron buenas notas. 
El 26 de noviembre de 2003, el día antes del Día de Acción de Gracias, su esposa durante casi 43 años, Mary Lou, murió de neumonía. Stewart, que tenía previsto tocar en Billy Bob's tres días después, canceló sus apariciones en conciertos. Más tarde, sus amigos dijeron a los periodistas que estaba extremadamente abatido después de la muerte de Mary Lou. El 16 de diciembre, el novio de su hija y amigo muy cercano de Stewart, Bill Hardman, encontraron a Stewart muerto por una herida de bala autoinfligida en el cuello.   

## Discografía
- 1973 - You're Not the Woman You Used to Be
- 1975 - Out of Hand
- 1976 - Steppin' Out
- 1977 - Your Place or Mine
- 1978 - Little Junior
- 1979 - Gary
- 1980 - Cactus and a Rose
- 1982 - Brotherly Love (con Dean Dillon)
- 1983 - Those Were the Days (con Dean Dillon)
- 1988 - Brand New
- 1990 - Battleground
- 1993 - I'm a Texan
- 2003 - Live at Billy Bob's